# Brasserie de Saint-Omer

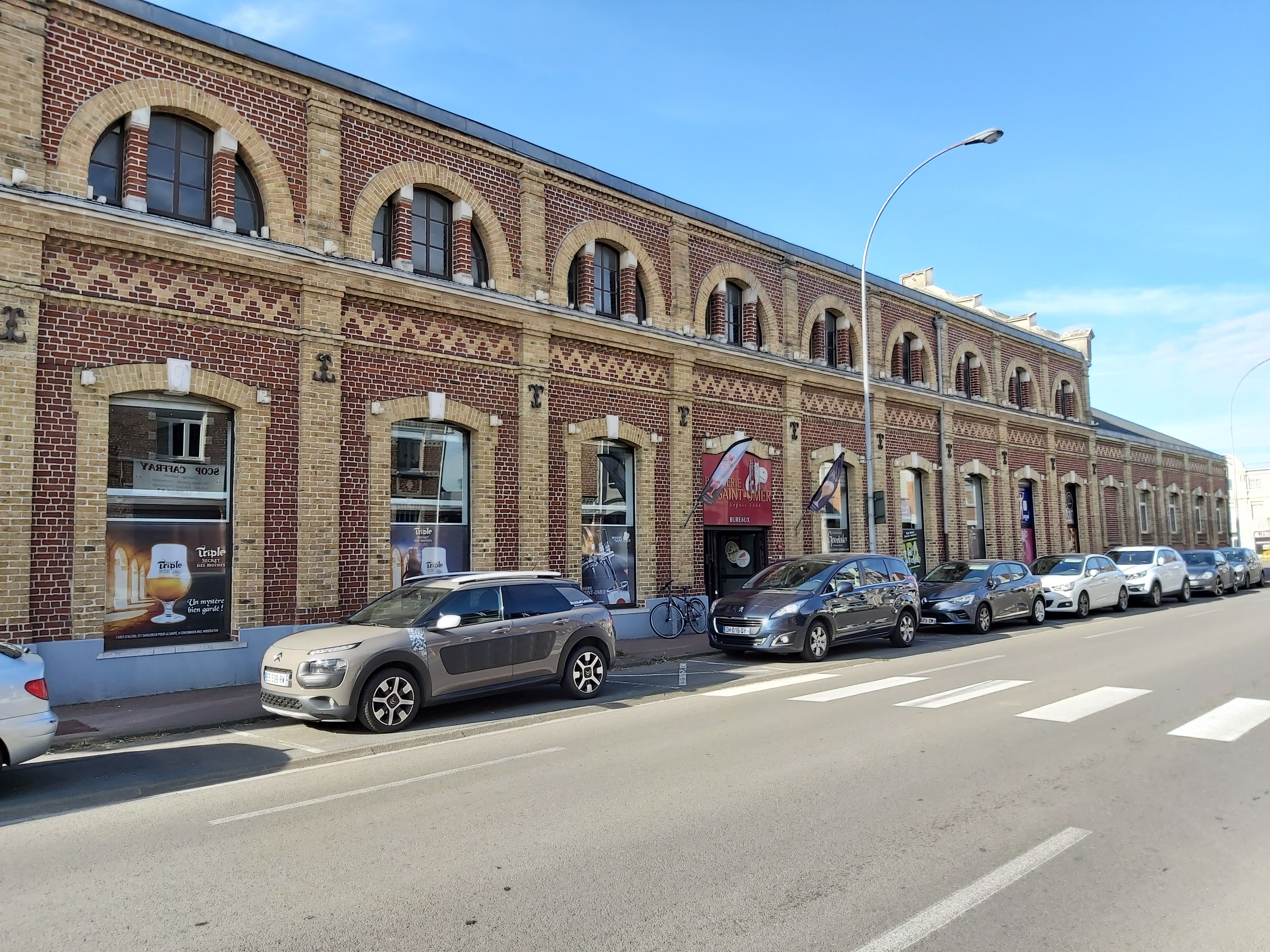
La brasserie à Saint-Omer en 2020

La brasserie de Saint-Omer est une brasserie française installée à Saint-Omer, dans le département du Pas-de-Calais en région Nord-Pas-de-Calais. 
Elle est l'une des dernières grandes brasseries du Nord-Pas-de-Calais encore en activité.

## Présentation
La production de la brasserie de Saint-Omer est d'environ deux millions d'hectolitres de bière par an, ce qui fait d'elle la première brasserie indépendante de France. Chaque année, elle produit près de 700 millions de bouteilles, 90 millions de boites et 25 000 fûts. Elle brasse une trentaine de bières pour près de 200 références et emploie 160 personnes. Elle exporte 40 % de sa production.

## Histoire
La brasserie est fondée en 1866.

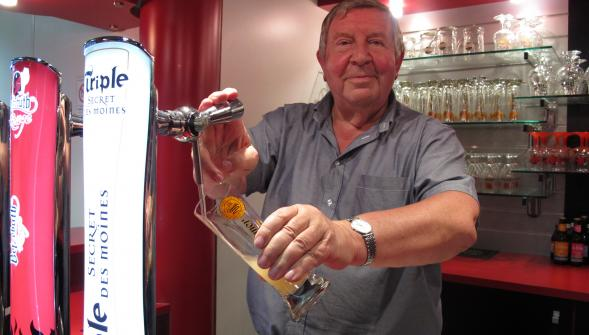
André Pecqueur tirant une bière de Saint-Omer en 2015.

En 1950, après plusieurs rachats et fusions, elle prend le nom de brasserie Artésienne. Sa production est alors de 45 000 hectolitres par an.
Jusqu'en 1985, la brasserie est principalement tournée vers le marché régional. La même année, elle est rachetée par le groupe Saint-Arnould et adopte le nom de brasserie de Saint-Omer.
Les brasseries Facon, à Pont-de-Briques, et Semeuse, à Lille, sont réunies avec Saint-Omer en 1995. La nouvelle société issue de cette fusion prend le nom de GSA Brasseries.
En 1996, la famille Pecqueur cède la brasserie au groupe Heineken.
En 2008, Heineken désire se séparer de la brasserie de Saint-Omer. C'est André Pecqueur, ancien PDG de la brasserie, qui se porte acquéreur. La brasserie de Saint-Omer redevient ainsi indépendante et retourne dans le giron de la famille Pecqueur.

## Quelques bières produites
- Saint-Omer (blonde, 5 %) ;
- Saint-Omer Bière Bock (blonde, 4 %) ;j
- Saint-Omer 8.0 (blonde, 8 %) ;
- La Spéciale de Saint-Omer (6,2 %) ;
- Le Panaché de Saint-Omer (panaché, 1 %) ;
- Saint-Bertin (bière d'abbaye, 6,2 %) ;
- Sombrero (bière aromatisée à la téquila, 5,9 %) ;
- Munsterbräu (blonde, 4,2 %) ;
- Bière d'abbaye brassée sous licence de l'abbaye Saint-Paul de Wisques (6,2%).
- Bière Perlembourg (bière blonde, 4,2 %). Bière vendue par Lidl
- Bière Perlembourg Bio (bière blonde bio, 5,5%). Bière vendue par Lidl
- Bière Abbaye de Vauclair (bière blonde, 6,2%). Bière vendue par Lidl
- Bière Falsbourg (bière blonde, 4,2 %). Bière vendue par E. Leclerc
- Bière Cartouche (bière blonde, 5,2%). Bière vendue en exclusivité au Network Bar
- Bières Karlsquell (bières blondes, 4,7%, 7,8% et 10%). Bière vendue par Aldi [3]

- Nain de Crespin (bière blonde aromatisée, 7%)